# Roger Motz
 (décembre 2018).
Si vous disposez d'ouvrages ou d'articles de référence ou si vous connaissez des sites web de qualité traitant du thème abordé ici, merci de compléter l'article en donnant les références utiles à sa vérifiabilité et en les liant à la section « Notes et références ».
Pour les articles homonymes, voir Motz (homonymie).
Roger Jean Henri Motz, né à Schaerbeek le 8 juillet 1904 et mort à Bruxelles le 27 mars 1964, est un homme politique libéral belge, ingénieur des mines et gestionnaire d'entreprises. Il est  conseiller communal à Bruxelles et député à la Chambre des représentants, ensuite Sénateur à partir de 1946. Après la libération en 1945 et jusqu'en 1953, il est président du Parti libéral et à nouveau de 1958 à 1961, à la suite de la réforme du Parti libéral en PLP. De 1952 à 1958 il est président de l'Internationale libérale. Il siège également dès 1952 à l'Assemblée commune de la Communauté européenne du charbon et de l'acier. Du 24 janvier 1958 au 26 juin 1958, il est Ministre des Affaires économiques sous le gouvernement Van Acker IV. En 1958, Roger Motz est nommé ministre d'État. Il est également président de la Ligue belge de la coopération européenne.

## Origine et jeunesse
Roger Jean Henri Motz est né le 8 juillet 1904 à Schaerbeek. Son père est originaire de la province du Luxembourg et sa mère de Bruxelles. Roger Motz a grandi dans la capitale, il a été à l’Athénée communal de Schaerbeek. Il a continué ses études à l’Université Libre de Bruxelles et a obtenu son diplôme d’ingénieur civil des mines en juillet 1926.

## Activité dans les mouvements estudiantins
C’est en 1924 qu’il s’engage la première fois dans un mouvement estudiantin, le Cercle des Étudiants libéraux. Au deuxième quadrimestre de la même année, il devient président de l'Association générale des Étudiants de l'Université libre de Bruxelles. Roger Motz continue en prenant la présidence du bureau exécutif de l'Union nationale des Étudiants de Belgique en mars 1925.
De janvier 1927 jusqu’en 1930, il est président du conseil d'administration de l'Union nationale des Étudiants de Belgique où l’équivalence des diplômes et les avantages sociaux pour les étudiants de milieux défavorisés constituaient deux centres d’intérêts.

## Carrière Politique

### Mouvements de jeunesse
De 1928 à 1938 il est président de la Jeune Garde Libérale de Schaerbeek. En 1932, il en sera le président pour tout l’arrondissement de Bruxelles.
Avec la grande dépression, de nouvelles idées émergent dans le mouvement libéral et en particulier chez ses mouvements de jeunesse. Ainsi, lors du 26ème Congrès de la Fédération nationale des Jeunes Gardes Libérales de Belgique, certaines nouvelles idées sont évoquées comme la défense des classes moyennes ou encore l’instauration des congés payés. Roger Motz a contribué à ces travaux.

### Début en politique
En 1932, en tant que vice-président de la Fédération nationale des Jeunes Gardes libérales, il pouvait participer aux réunions du comité permanent du Conseil national du Parti libéral et à celles du comité directeur de la Fédération libérale de l'arrondissement de Bruxelles. C’est ce qui lui permet d’être élu comme conseiller communal à Schaerbeek.
Roger Motz s’implique aussi dans les médias en étant un correspondant du journal « Le Progrès » et devenant le directeur politique du journal « La Liberté ».
En février 1937 il devient secrétaire général de la Fédération libérale de l'arrondissement de Bruxelles et, durant la campagne électorale de la même année, il contribue à l’échec politique de Léon Degrelle.
Le 5 juillet 1937, il devient vice-président du Conseil national du Parti libéral. Durant la même année, il sort « Libéralisme 1937 » contribuant à clarifier la position du Parti libéral dans les domaines sociaux, politiques et économiques. Motz définit une nouvelle organisation de l’économie, un nouveau mode d’intervention de l’Etat ainsi qu’un plan de lutte contre le chômage tout en réaffirmant la liberté d’entreprendre et la liberté économique.
Le 2 avril 1939, il est élu député de l’arrondissement de Bruxelles.

### Durant la Seconde Guerre mondiale
En septembre 1940, traversant le Portugal et le Maroc, Roger Motz rejoint l’Angleterre alors que la Belgique est occupée par l’Allemagne nazie. Depuis le 17 novembre 1937, il était président de la Société libérale de Radio-diffusion ce qui lui permet d’encourager les Belges réfugiés à diffuser des messages radiophoniques en territoire occupé. En août 1941, il devient vice-président de l'Office d'Information et de Documentation ce qui lui donne le contrôle de la propagande belge depuis l’Angleterre.
En mai 1944, il rédige « Essai sur une doctrine libérale nouvelle ». Dans cet essai, il estime que la Belgique devra, après la guerre, changer de forme. S’inspirant de la doctrine de sécurité sociale de sir William Beveridge, Motz plaide pour l’introduction dans la Constitution belge de deux nouveaux articles : le droit des Belges à jouir d’une sécurité sociale et le droit au travail.
Du 23 juin 1945 jusqu’en 1952, il devient président du Conseil national du Parti Libéral, c’est ainsi qu’il devient président du Parti Libéral pour la première fois et, en mars 1946, il fait son entrée au Sénat en tant que sénateur coopté.

### Question Royale et orientation à l’international
Le 18 juin 1945, le Parti Libéral envisageait la question du retour du Roi et procéda donc à un vote. Le résultat fut de 88 voix pour, 3 voix contre et 3 abstentions. Pour les libéraux, Léopold III devait partir mais la monarchie devait continuer.
10 jours plus tôt, le 8 juin 1945, le Comité permanent du Parti libéral s’était réuni pour discuter du problème. Roger Motz a plusieurs inquiétudes sur la suite des événements. Tout d’abord, il redoute que le Roi, en revenant, révoque l’ensemble du gouvernement créant un nouveau composé de libéraux, catholiques ou socialistes et que ce gouvernement n’obtienne pas la majorité ce qui entraînerait une dissolution de la chambre. Les élections provoquées à la suite de cela seraient organisées dans des « conditions affreuses » selon lui.
Ensuite, le Premier Ministre avait demandé une trêve dans le conflit entre libéraux et catholiques sur la question royale. Selon Roger Motz, cette trêve n’était pas respectée par les catholiques. Il accusera l’Eglise, en utilisant le parti catholique, de s’immiscer délibérément dans les affaires de l’Etat afin de servir son propre intérêt.
Enfin, il appréhende une division grave du pays à cause de cette problématique. Il estime que ce clivage oppose d’une part les libéraux aux catholiques mais aussi les wallons aux flamands.
Avant le vote du 18 juin 1945, Roger Motz constate deux courants dans son parti ; le premier est modéré et le deuxième va jusqu’à demander l’abdication du Roi. Pour l’instant, il ne voulait pas que le parti prenne de décision et préféra procéder à des débats pour par la suite proposer un vote.
Concernant Roger Motz lui-même, il est fermement opposé au retour du Roi et demande son abdication pour que son fils, Baudouin, prenne le relais. Cette prise de position lui a valu quelques critiques au sein de son propre parti, ce qui ne lui pas empêché d’être réélu à la présidence de ce dernier en octobre 1950.
Depuis quelques années et durant cette nouvelle présidence, Motz est plus tourné vers les affaires internationales. En 1947, il participera à la création et sera vice-président de la Ligue Indépendante de Coopération Européenne. Cette vice-présidence lui permettra par ailleurs de participer au Congrès de l’Europe en mai 1948. En 1949, il sera désigné pour siéger avec d’autres au sein de la première délégation belge dans l’assemblée consultative du Conseil de l’Europe. En juin 1952, Roger Motz devient président de l’Internationale libérale jusqu’en 1958. Il annoncera l’abandon de la présidence du parti libéral belge en 1952.

### Retour à la présidence du parti libéral
Du 27 janvier 1958 au 2 juin 1958 Motz fut Ministre des Affaires économiques sous le gouvernement Van Acker IV. Il faisait partie de la délégation libérale chargée de discuter de la question scolaire en commission nationale. C’est ainsi qu’il fera partie des signataires du Pacte Scolaire de novembre 1958  qui réunit les 3 grandes familles politiques (sociaux chrétiens, socialistes et libéraux) apaisant ainsi le clivage entre cléricaux et anti-cléricaux.
En août 1958 l’ancien ministre devient député au Parlement européen.
Le 7 décembre 1958 Motz retourne présider le parti libéral belge jusqu’au 6 mai 1961. Le parti libéral qui deviendra le parti de la liberté et du progrès en 1961 et opérera des changements économiques et politiques. . Roger Motz aura la présidence d’honneur du PLP et il gardera un poids conséquent dans le fonctionnement du parti : il siègera au comité de direction du PLP (organe permettant d’imposer une ligne politique à l’ensemble du parti), il a influencé la préparation du Congrès du parti d’octobre 1962.
Politiquement, les libéraux sous Motz et Vanaudenhove (le président du PLP), abandonneront leur position anticléricale pour s’ouvrir aussi bien aux croyants qu’aux non-croyants. Leurs premiers candidats chrétiens se présenteront en 1961. Ce premier changement est amorcé lors du congrès libéral doctrinaire de novembre 1959 où la tolérance religieuse sera un axe majeur. Durant les élections de 1961 Motz rappellera le pacte scolaire comme élément déclencheur dans le revirement du PLP sur la tolérance religieuse : « Grâce à lui, nous pouvons proclamer que la religion n'est plus, pour nous, un fait que nous constatons mais un droit que nous respectons »
Ces changements politiques impacteront aussi la problématique linguistique. Motz cherchait l’apaisement des deux communautés nationales (wallonne et flamande) et la paix linguistique. Durant ces mêmes élections de 1961, Motz déclarait : « le Parti libéral n'est pas seulement le Parti de la tolérance spirituelle, religieuse mais aussi de la tolérance linguistique ». Motz et Vanaudenhove sont sensibles au clivage communautaire car ils sont opposés à l’instauration du fédéralisme et tentent de développer des forces centripètes. Ils considèrent que le maintien de l’unité de la Belgique doit constituer un élément central du libéralisme belge.
Économiquement, durant le congrès libéral doctrinaire de novembre 1959 des débats sur l’économie de marché libre ont déjà lieu. Le libre marché et l’encouragement prioritaire à l’initiative privée se sont vu fermement réaffirmés. L’objectif politique de Motz et Vanaudenhove étaient de, par le PLP, représenter l’alternative pour tous les citoyens n’adhérant pas aux partis socialistes et aux partis sociaux-chrétiens.
En mars 2023, l'historien de la KU Leuven Idesbald Goddeeris a découvert par ses recherches dans les archives des services de renseignements polonais accessibles aux chercheurs que Roger Motz, dit shérif, a été payé par les communistes pendant les années 1950 pour vanter les mérites de la Pologne, et transmettre à ce pays des rapports secrets, photographiés sur microfilms ; Il percevait pour ces services une rétribution deux fois supérieure à son salaire de sénateur.

## Fin de vie
Roger Motz meurt le 27 mars 1964 alors qu’il est encore sénateur coopté, membre du Parlement européen et président du Conseil d’administration du Crédit communal de Belgique.